# تصنيف منظمة الصحة العالمية للمضادات الحيوية
تصنيف منظمة الصحة العالمية للمضادات الحيوية (بالإنجليزية: WHO AWaRe Classification)‏ هو أسلوب لتصنيف المضادات الحيوية إلى ثلاث فئات في محاولة لتحسين استخدام المضادات الحيوية بشكل مناسب. يعتمد التصنيف جزئياً على مدى خطورة تطوير مقاومة المضادات الحيوية وأهميتها في المجال الطبي. ولا يعكس التصنيف فعالية المضادات الحيوية أو قوتها. يأتي التصنيف مرفقًا بكتاب يسمى (بالإنجليزية: The WHO AWaRe (Access, Watch, Reserve) antibiotic book)‏، والذي يوضح أي من المضادات الحيوية يجب استخدامها وكيفية استخدامها في 34 عدوى شائعة.
الثلاث فئات هي "الوصول" مما يعني أن استخدامها يمكن أن يكون غير مقيد، و"المراقبة" مما يعني أنه يجب اتخاذ الحذر في الاستخدام، و"الاحتياط" مما يعني أنه يجب الاحتفاظ بها للحالات التي لا يمكن فيها اللجوء إلى خيارات أخرى. وتتمثل التوصية في أن أكثر من 60% من المضادات الحيوية المستخدمة داخل بلد ما تأتي من مجموعة "الوصول".
تم تطوير التصنيف من قبل منظمة الصحة العالمية (WHO) وتم إطلاقه في عام 2017. وهو جزء من قائمة الأدوية الأساسية النموذجية لمنظمة الصحة العالمية. يغطي التصنيف حتى عام 2021 ما يقارب 258 عنصرًا. وتشمل التحديات في تنفيذه نقص الوعي وقلة الإرادة السياسية ونقص الموارد.

## التصنيف

### Access - الوصول
المضادات الحيوية في مجموعة الوصول لديها خطر أقل لمقاومة المضادات الحيوية وعادة ما ينصح بها كعلاجات أولى وثانية من العدوى. وهي عادة غير مكلفة وآمنة. وينبغي أن تكون متاحة عند الحاجة، ويتم تمييزها باللون الأخضر. تشمل هذه المجموعة العديد من الأمثلة مثل أميكاسين، وأموكسيسيلين، أموكسيسيلين/حمض الكلافولانيك، وأمبيسيلين، وبنزيل بنسلين، وسيفالكسين، وكلورامفينيكول، وكليندامايسين، ودوكسيسيكلين، وونيتروفورانتوين. يمكن تناول أكثر من نصف المجموعة عن طريق الفم.

### Watch - المراقبة
المضادات الحيوية في مجموعة المراقبة عادة ما تكون مضادات حيوية واسعة الطيف مع خطر أكبر للمقاومة. وهي عادة لا ينصح بها إلا إذا كانت الخيارات الأخرى غير ممكنة. يجب استخدامها بحذر للحفاظ على فعاليتها في تلك الحالات التي لا يكون فيها "الوصول" للمضادات الحيوية مناسبًا. التكاليف أيضا بشكل عام أعلى, ويتم تمييزها باللون الأصفر. تتضمن هذه الفئة أزيثروميسين، والعديد من السيفالوسبورينات، ووسيبروفلوكساسين، وكلاريثروميسين، وفانكومايسين. يمكن تناول نحو 40% منها عن طريق الفم.

### Reserve - الاحتياط
تُعتبر هذه المجموعة الملاذ الأخير، وتستخدم للعدوى التي لا يمكن علاجها بمضادات حيوية أخرى مثل الكائنات المقاومة للعديد من الأدوية. ويتم تمييزها باللون الأحمر.
تشمل هذه الفئة سيفتازيديم/أفيباكتام، والكوليستين، والبوليميكسين ب (عن طريق الفم والحقن)، واللينيزوليد. يُعتبر إعطاء الفوسفوميسين عن طريق الوريد من فئة "الاحتياط"، بينما عن طريق الفم فيُعتبر من ضمن فئة "المراقبة". يُتناول قرابة 10% من هذه الفئة عن طريق الفم.

### لا ينصح به
تحدد المجموعة الرابعة التي يتم تضمينها أحيانًا المضادات الحيوية التي لا يُفضل استخدامها.